# 通斯伯格角
54°10′S 36°39′W / 54.167°S 36.650°W
通斯伯格角（英語：Tønsberg Point），是南極洲的海岬，位於南喬治亞群島，處於斯特羅姆內斯灣，名稱來自挪威捕鯨公司，該海岬由英國海外領土管轄。